# За сімейними обставинами
«За сімейними обставинами» (рос. «По семейным обстоятельствам») — радянський комедійний художній фільм режисера  Олексія Корєнєва, знятий у 1977 році.

## Сюжет
Молоде подружжя Ліда (Марина Дюжева) і Ігор (Євген Стеблов), обзавівшись дитиною, розраховують на допомогу мами. Але Галина Аркадіївна (Галина Польських) не хоче ставати просто бабусею. Члени сім'ї починають шукати варіанти розміну квартири.
Зіткнувшись з радянським напівпідпільним ринком обміну житла і іншими побутовими складнощами, Галина Аркадіївна і її сім'я потрапляють в різні комедійні і трагічні ситуації. Невдовзі вона і сама стає невісткою, вийшовши заміж за чарівного літнього художника Миколу Павловича.

## У ролях
- Галина Польських —  Галина Аркадіївна
- Марина Дюжева —  Ліда, дочка Галини Аркадіївни, дружина Ігоря
- Євген Стеблов —  Ігор, зять Галини Аркадіївни, чоловік Ліди
- Євгенія Ханаєва —  Ізольда Тихонівна, мати Миколи
- Євген Євстигнєєв —  Микола Павлович, чоловік Галини Аркадіївни
- Володимир Басов —  Едуард Бубукін, маклер
- Ролан Биков —  логопед, який не вимовляє добру половину букв
- Анатолій Папанов —  няня для Оленки, за сумісництвом — учасник художньої самодіяльності (свистун)
- Бухуті Закаріадзе —  Рожден
- Людмила Зайцева —  «обмінювальниця» з хворим чоловіком
- Ніна Дорошина —  оперна співачка і акторка театру і кіно, яка «трішечки в'яже» і тимчасово на пенсії
- Лев Дуров —  дідусь на сходах
- Юрій Кузьменков —  Мітюхін, водопровідник
- Микола Парфьонов —  Трошкін
- Ніна Агапова —  перукар Зінуля
- Катерина Василькова —  Оленка
- Уляна Карпова —  Оленка в дитинстві
- Наталія Мартінсон —  Молода няня
- Клавдія Грищенко —  Єфросинія Федорівна, няня
- Надія Рєпіна —  клієнтка в перукарні
- Світлана Швайко — молода мама, співробітниця, що затрималася
- Тетяна Осмоловська —  Клава, наречена Мітюхіна
- Володимир Козелков —  міліціонер

## Знімальна група
- Режисер: Олексій Корєнєв
- Сценарист: Валентин Азерников
- Оператор: Анатолій Мукасей
- Композитор: Едуард Колмановський
- Художник: Олександр Кузнецов